# Swissquote
Swissquote Group Holding Ltd – szwajcarska grupa bankowa specjalizująca się w świadczeniu usług finansowych w zakresie handlu, rozwiązań inwestycyjnych oraz usług bankowych. Swissquote oferuje również usługi dla niezależnych zarządców aktywów oraz instytucji finansowych. Główna siedziba społki znajduje się w Gland, w Szwajcarii. Firma posiada również oddziały w Zurychu, Londynie, Luksemburgu, na Malcie, w Bukareszcie, na Cyprze, w Dubaju, Singapurze, Hongkongu i Kapsztadzie. W 2024 r. zatrudniała ponad 1217 pracowników. Akcje Grupy są notowane na SIX Swiss Exchange pod symbolem giełdowym „SQN” od 29 maja 2000 r. Swissquote Bank Ltd posiada licencję bankową wydaną przez Szwajcarski Urząd Nadzoru Rynku Finansowego (FINMA) i jest członkiem Szwajcarskiego Stowarzyszenia Bankowców (SBA).

## Historia

### Założenie Marvel Communication SA (1990)
W 1990 roku Marc Bürki i Paolo Buzzi założyli spółkę Marvel Communication SA, specjalizującą się w tworzeniu oprogramowania i aplikacji internetowych dla sektora finansowego.

### Swissquote – bezpłatna platforma finansowa (1996)
W 1996 roku Marvel Communication SA uruchomiła platformę finansową Swissquote, która jako pierwsza oferowała bezpłatny dostęp do wszystkich papierów wartościowych notowanych na szwajcarskiej giełdzie.

### Wejście Swissquote na giełdę (2000)
W dniu 29 maja 2000 r. Swissquote zadebiutowała na giełdzie, wprowadzając 410 000 akcji o łącznej wartości 100 mln CHF na SIX Swiss Exchange pod symbolem SQN. W tym samym roku spółka uzyskała licencję bankową.

### Ekspansja na rynki międzynarodowe (2001-2002)
W 2001 roku Swissquote uzyskała dostęp do szwajcarskiej giełdy papierów wartościowych (wówczas SWX i Virt-X), a także amerykańskich giełd NYSE, NASDAQ i AMEX. W 2002 roku, po przejęciu Consors (Switzerland) AG oraz bazy klientów Skandia Bank Switzerland, Swissquote rozszerzyła swoją ofertę o nowe rynki, produkty i usługi finansowe.

### Współpraca i rozwój (2009–2016)
W 2009 r. Swissquote utworzyła katedrę finansów ilościowych na Politechnice Federalnej w Lozannie (EPFL) oraz uruchomiła pierwsze fundusze ilościowe spółki. W 2010 r. Swissquote dokonała dwóch znaczących przejęć. W czerwcu przejęła Tradejet AG, internetową platformę informacyjną i brokera z siedzibą w Zurychu. Później, w październiku, nabyła ACM Advanced Currency Markets AG, rozszerzając swoją działalność o handel online na rynku Forex. W maju 2012 r. W maju 2012 r., we współpracy z Goldman Sachs i UBS, Swissquote wprowadziła Swiss Derivatives OTC Trading System (Swiss DOTS). W kolejnych latach do projektu dołączyli także Vontobel, BNP Paribas i Société Générale.
W lutym 2013 r. Swissquote rozpoczęła współpracę z Basellandschaftliche Kantonalbank w zakresie usług hipotecznych online. We wrześniu tego samego roku firma przejęła MIG Bank – brokera działającego na rynku forex – co pozwoliło na rozszerzenie działalności międzynarodowej. W 2014 r. Swissquote zawarła długoterminową współpracę strategiczną z PostFinance w zakresie handlu online. Od jesieni 2015 roku Swissquote pełniła rolę platformy transakcyjnej dla PostFinance, obsługując zlecenia giełdowe klientów w ramach usług e-tradingowych.
W styczniu 2015 r., po decyzji Szwajcarskiego Banku Narodowego o rezygnacji z minimalnego kursu wymiany w wysokości 1,20 CHF za euro, Swissquote utworzyła rezerwę w wysokości 25 mln CHF, nie wpływając jednak negatywnie na rentowność ani kondycję banku. W dniu 9 lutego 2015 r. Swissquote Financial Services zrzekła się licencji na świadczenie usług inwestycyjnych kategorii 3 na rzecz Malta Financial Services Authority.
We wrześniu 2015 r. spółka uruchomiła usługę Themes Trading, umożliwiającą inwestowanie tematyczne w wyselekcjonowane trendy. W tym samym roku Swissquote zaprezentował aplikację na Apple TV, oferującą całodobowy dostęp do wiadomości finansowych. Dodatkowo, inspirowani popularnością gry Pokémon GO, inżynierowie Swissquote opracowali Swissquote GO – grę finansową wykorzystującą geolokalizację, dostępną w Szwajcarii.

### Rozwój w kierunku kryptowalut (2017)
W 2017 r. Swissquote wprowadziła możliwość handlu pięcioma kryptowalutami (Bitcoin, Bitcoin Cash, Ether, Litecoin i Ripple).

### Rozwój i nowe usługi bankowe (2018-2019)
W sierpniu 2018 r. Swissquote przejęła bank Internaxx Bank SA z siedzibą w Luksemburgu, obsługujący około 12 000 klientów i zarządzający aktywami klientów o wartości 2 mld EUR, uzyskując tym samym bezpośredni dostęp do rynku europejskiego. Po zatwierdzeniu transakcji przez Europejski Bank Centralny i CSSF w Luksemburgu, bank został przemianowany na Swissquote Bank Europe SA i stał się w pełni zależną jednostką Grupy Swissquote. Przejęcie zbiegło się w czasie ze zmianami regulacyjnymi wprowadzonymi przez Europejski Urząd Nadzoru Giełd i Papierów Wartościowych, które ograniczyły poziom dźwigni finansowej dla brokerów detalicznych oraz zakazały marketingu, dystrybucji i sprzedaży opcji binarnych, co pośrednio wpłynęło korzystnie na model biznesowy Swissquote.
W tym samym roku Swissquote wprowadziała wielowalutową kartę kredytową, umożliwiającą dokonywanie płatności w 12 różnych walutach bez opłat za przewalutowanie.
Swissquote utrzymuje współpracę z wieloma instytucjami finansowymi, takimi jak Banque Pictet, UBS, BlackRock, Vontobel, HSBC, Zürcher Kantonalbank i innymi, umożliwiając klientom inwestowanie w fundusze inwestycyjne.
Od października 2018 r. Swissquote oferuje możliwość zakupu tokenów za franki szwajcarskie za pośrednictwem konta oraz ich przechowywania w depozycie poprzez w ramach udizału w tzw. pierwszych ofertach coinów (ICO).
W 2019 r. firma rozszerzyła swoją działalność w regionie Azji i Pacyfiku, otwierając oddział Swissquote Singapore Pte.
W listopadzie 2019 r. Swissquote zgłosiła podejrzane środki w wysokości 100 mln USD, pochodzące z Blue Ocean Bank i Helin Group, do właściwego urzędu ds. przeciwdziałania praniu pieniędzy. W następstwie zgłoszenia władze szwajcarskie wszczęły dochodzenie, a środki zostały zablokowane przez Swissquote.

### Uruchomienie Yuh z PostFinance (2021)
7 kwietnia 2021 r. utworzono spółkę Yuh Ltd., będącą wspólnym przedsięwzięciem Swissquote Bank AG i PostFinance AG w Szwajcarii. Aplikacja Yuh została opracowana w celu zapewnienia użytkownikom narzędzi do dokonywania płatności, oszczędzania i inwestowania, oferując m.in. możliwość inwestowania w akcje, kryptowaluty, fundusze giełdowe (ETF) oraz inwestycje tematyczne. Projekt koncentruje się na dostępności dla początkujących użytkowników.

### Ostatnie inwestycje i partnerstwa strategiczne (2021-obecnie)
Od dnia 1 stycznia 2022 r. LUKB (Luzerner Kantonalbank) pełni rolę wyłącznego partnera dystrybucyjnego Swissquote w zakresie kredytów hipotecznych.
W październiku 2022 r. Swissquote uruchomiła giełdę kryptowalut SQX oraz uzyskała dostęp do Dubai Financial Market. W dniach 11–12 listopada platforma padła ofiarą zmasowanego ataku typu DDoS, w wyniku czego była czasowo niedostępna.
Od 2023 r. Swissquote wspiera południowoafrykański projekt Santé Solaire w ramach zaangażowania w inicjatywy z zakresu zrównoważonego rozwoju.
W marcu 2023 r. Swissquote, w ramach oferty Themes Trading, uruchomiła portfel Impact Investing, umożliwiający inwestowanie w wyselekcjonowane akcje wysokiej jakości. 50% dywidend z tego portfela przekazywane jest na realizację projektów społecznych, takich jak inicjatywa Solafrica, mająca na celu dostarczenie energii słonecznej do ośrodka zdrowia w Burkina Faso.
W maju 2023 r. Swissquote nawiązała współpracę z firmą inwestycyjną Stableton oraz Morningstar Indexes w celu uruchomienia aktywnie zarządzanego certyfikatu (AMC) skierowanego do szwajcarskich inwestorów detalicznych. Certyfikat ten zapewnia ekspozycję na 20 wybranych spółek typu „jednorożec” wskazanych przez Morningstar. W dalszej części roku Swissquote wprowadziła nowe rozwiązania w zakresie inwestycji i oszczędzania w ramach zarządzania aktywami.
W listopadzie 2023 r. wprowadzono Swiss Real Estate Certificate, zarządzany przez firmę Finstoy z siedzibą w Lozannie, posiadającą ponad dziesięcioletnie doświadczenie w zarządzaniu majątkiem. Certyfikat umożliwia inwestorom dostęp do szwajcarskiego rynku nieruchomości poprzez inwestowanie w portfel funduszy, których aktywa obejmują wyłącznie nieruchomości położone w Szwajcarii.
W październiku 2024 r. Swissquote wprowadziła handel ułamkowymi akcjami dla inwestorów detalicznych oraz rozszerzył współpracę z BNP Paribas Securities Services.

## Działalność
Swissquote oferuje szeroki zakres usług finansowych, w tym handel papierami wartościowymi, walutami (Forex) i kontraktami CFD, a także kryptowalutami. Obsługuje inwestorów indywidualnych, instytucje oraz klientów korporacyjnych. W ofercie znajdują się również rozwiązania inwestycyjne i oszczędnościowe oraz usługi bankowe, takie jak wielowalutowe karty debetowe i kredyty hipoteczne.
Grupa Swissquote posiada dziesięć licencjonowanych podmiotów działających w różnych jurysdykcjach. Kluczowe z nich to: Swissquote Bank Ltd w Szwajcarii, Swissquote MEA Ltd w Dubaju, Swissquote Bank Europe Ltd w Luksemburgu oraz Swissquote Capital Markets Ltd na Cyprze. Dodatkowa działalność prowadzona jest w Wielkiej Brytanii, na Malcie, w Singapurze, Hongkongu, Rumunii oraz RPA.
Na koniec czerwca 2024 r. Swissquote zarządzał aktywami klientów o wartości ponad 68 mld CHF na ponad 610 000 rachunkach prywatnych i instytucjonalnych. W pierwszej połowie 2024 r. firma osiągnęła przychody operacyjne w wysokości 316,9 mln CHF (365 mln USD), co stanowiło wzrost o 19,3% w porównaniu do analogicznego okresu roku poprzedniego. Zysk operacyjny wzrósł o 35,9% rok do roku, osiągając 169,7 mln CHF, a zysk netto osiągnął rekordową wartość 144,6 mln CHF. Szczególnie widoczny był wzrost przychodów netto z aktywów kryptowalutowych – o 369%, do poziomu 35,1 mln CHF, co stanowiło ponad 11% całkowitych przychodów firmy w tym okresie.

## Produkty
Swissquote oferuje produkty i usługi finansowe dla osób fizycznych, firm i instytucji finansowych. Swissquote oferuje szereg usług dla osób prywatnych, w tym handel, z dostępem do akcji, funduszy ETF, obligacji, opcji, kontraktów futures, produktów strukturyzowanych i ekskluzywnych funkcji, takich jak Swiss DOTS i inwestowanie tematyczne.
Swissquote świadczy szereg usług dla firm i instytucji finansowych. Oferta tradingowa i brokerska obejmuje wielowalutowy dostęp do aktywów, globalne usługi powiernicze, produkty strukturyzowane, pożyczki lombardowe, pożyczki papierów wartościowych i zarządzanie depozytami.

## Sponsoring
Od stycznia 2015 r. do maja 2021 r. Swissquote była oficjalnym partnerem klubu piłkarskiego Manchesteru United. To globalne partnerstwo miało na celu zwiększenie zasięgu usług grupy bankowej, której widoczność wzrosła dzięki popularności klubu posiadającego ponad 650 milionów fanów na całym świecie.